# Dromia personata
Dromia personata (лат.) — вид крабов из семейства Dromiidae, обитающий в Северном море, Средиземном море и на северо-востоке Атлантического океана. В некоторых изданиях называется «Волосатый краб». Длина карапакса составляет 53 мм. Обитает, главным образом, вблизи побережий на глубине до 8 м, иногда до 100 м, часто в пещерах. Две последние пары конечностей размещены на спине таким образом, чтобы в качестве камуфляжа удерживать губку.

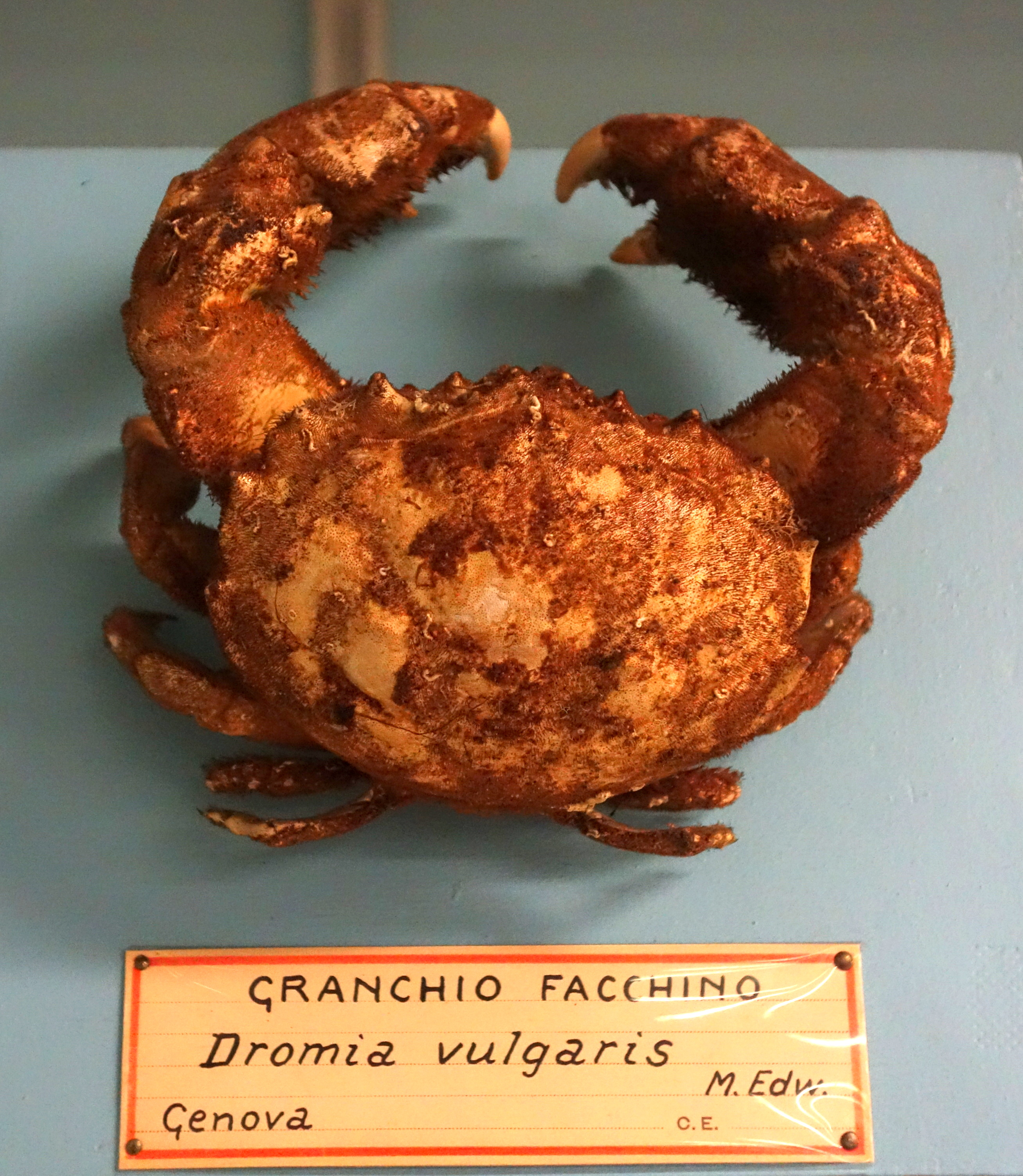
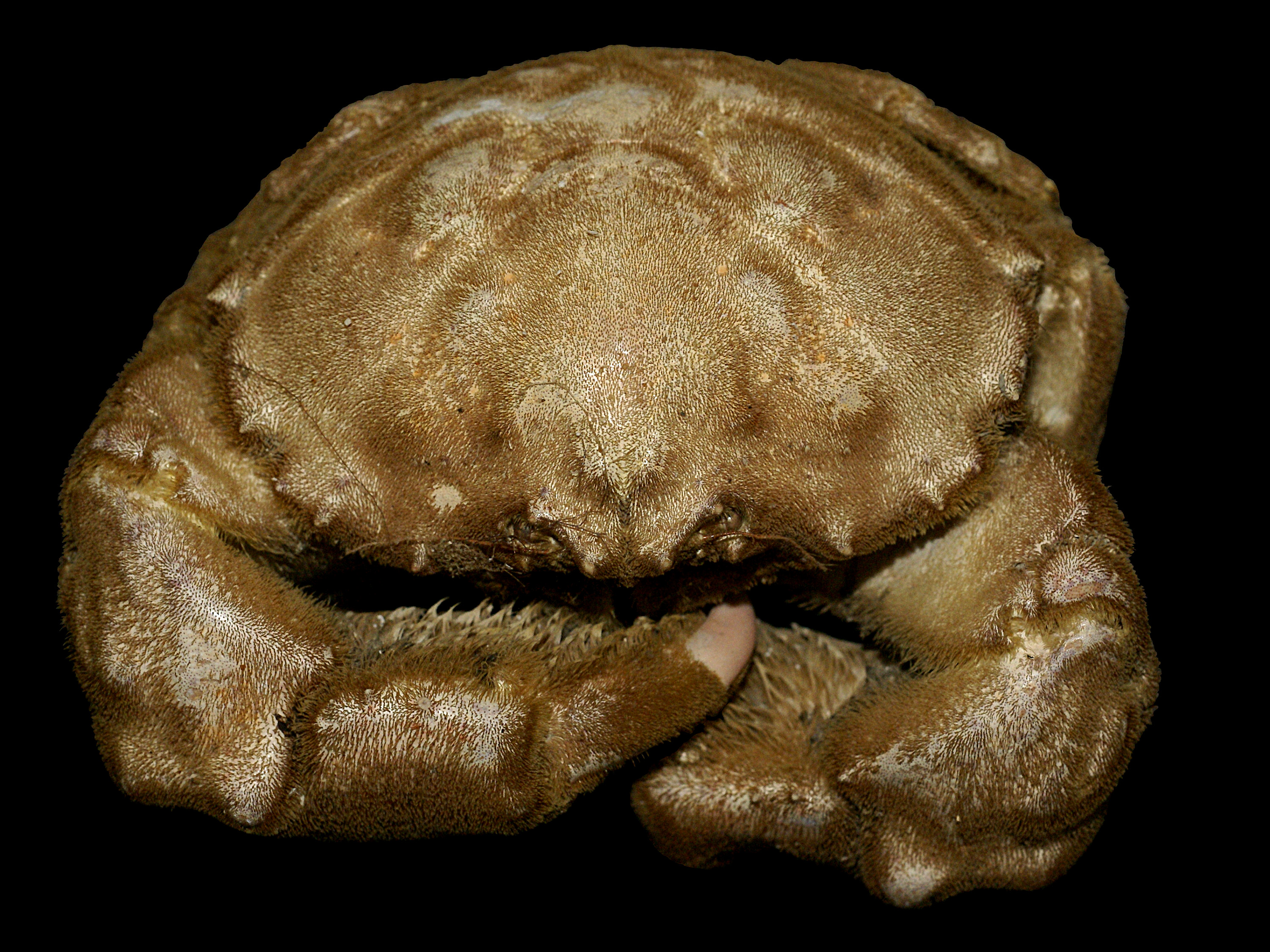
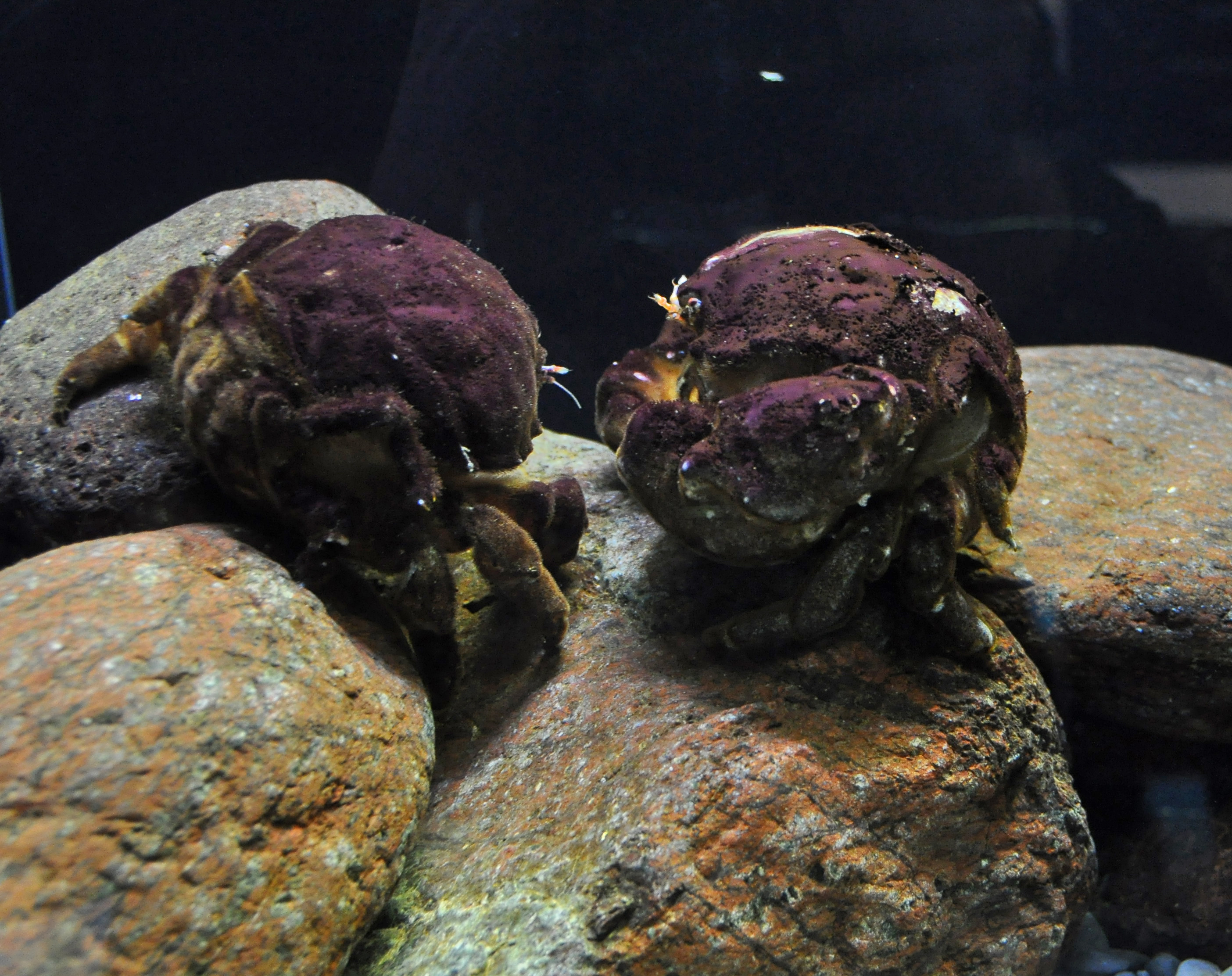
Крабы Dromia personata в аквариуме
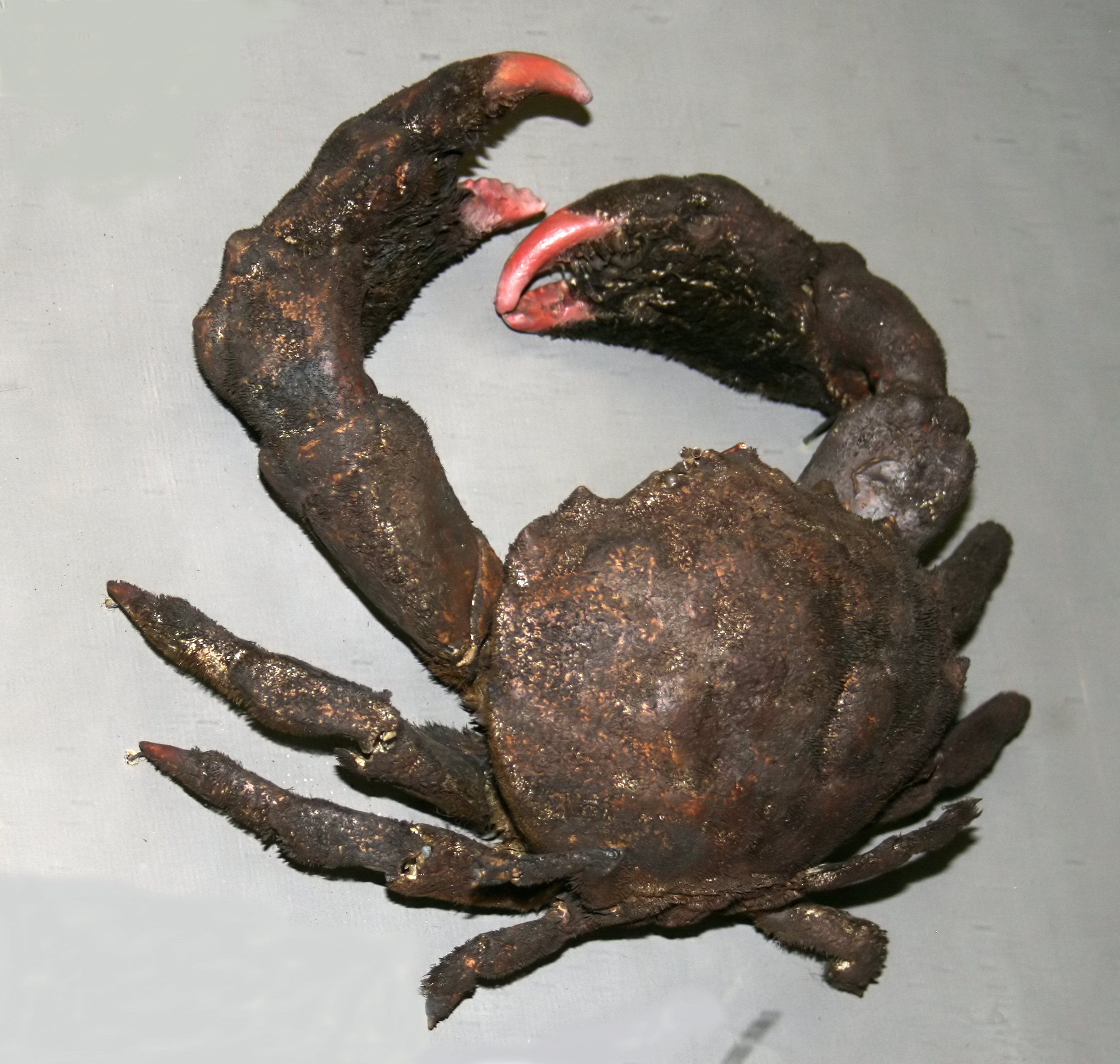
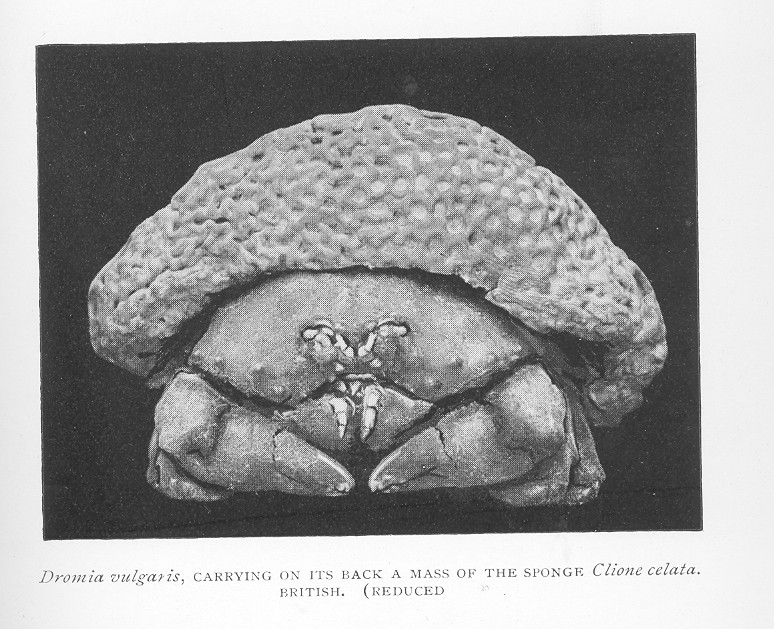
Краб Dromia personata с губкой Cliona celata